# Buenaventura Villamayor
Buenaventura "Bong" Villamayor (ur. 4 maja 1967  w Mauban) – filipiński szachista i trener szachowy, arcymistrz od 2000 roku.

## Kariera szachowa
W szachy gra od czwartego roku życia. W 1986 roku reprezentował Filipiny na mistrzostwach świata juniorów do lat 20, rozegranych w Gausdal. Do roku 1998 nie osiągnął znaczących sukcesów, natomiast w ciągu kolejnych trzech lat podniósł swój ranking z 2280 (01.01.1998) na 2560 punktów (01.01.2001), co było wyjątkowym osiągnięciem. W okresie tym zanotował następujące sukcesy: IV m. w Rangunie (1998, turniej strefowy), dz. I m. w Vung Tau (2000, turniej strefowy, wspólnie z Đào Thiên Hải) i awans do pucharowego turnieju o mistrzostwo świata, w którym w I rundzie przegrał z Artaszesem Minasianem, II m. w Quezon City (2000, za Đào Thiên Hải), dz. IV m. w Manili (2001, turniej strefowy, wspólnie z Markiem Paraguą, Dennym Juswanto i Jaysonem Gonzalesem) oraz III m. w mistrzostwach Filipin (2001, za Eugenio Torre i Rogelio Antonio). Po tych sukcesach zajął się pracą szkoleniową, a jego poziom gry zaczął się sukcesywnie obniżać. Jednym z ostatnich sukcesów Buenaventury Villamayora było dz. III miejsce w kolejnym turnieju strefowym, rozegranym w Ho Chi Minh (2003). W 2008 r. podzielił I m. (wspólnie z m.in. Lê Quang Liêmem i Li Chao) w Subic Bay Freeport.
W latach 1994–2008 pięciokrotnie reprezentował barwy swojego kraju na szachowych olimpiadach.